# Зіграй мені знову, Семе (фільм)
«Зіграй мені знову, Семе» (англ. Play It Again, Sam) — американська кінокомедія 1972 року режисера Герберта Росса, знята кінокомпанією Paramount Pictures за мотивами однойменного бродвейського спектаклю Вуді Аллена.

## Сюжет
Невдалого кінокритика Алана Фелікса після дворічного шлюбу кидає дружина. Алан впадає в депресію, під впливом нервового напруження його починають відвідувати примари Гамфрі Богарта, виконавця головної ролі «Касабланки», і його колишня дружина Ненсі. Вони намагаються дати йому поради в стосунках з жінками.
Лінда і Дік Робертс вмовляють свого друга знову ходити на побачення. Але кожен раз він поводиться неприродно, і тільки з Ліндою він починає відчувати себе самим собою. Незабаром їх дружба переходить до більш близьких відносин. Однак Лінда дорожить шлюбом, а Алан своїм кращим другом.
Остання сцена фільму відсилає нас до кінцівки легендарної кінострічки «Касабланка» (туман, аеродром, літак запускає двигун, діалоги). Алан благородно пояснює Лінді, чому вона повинна залишитися з чоловіком.

## У ролях
- Вуді Аллен — Алан Фелікс, невротик, нещодавно розлучений кінокритик
- Даян Кітон — Лінда Крісті, дружина Діка, в яку закохується Аллан
- Тоні Робертс — Дік Крісті, трудоголік бізнесмен, що займається нерухомістю
- Джеррі Лейсі — Гамфрі Богарт
- Сьюзен Енспак — Ненсі, колишня дружина Аллана
- Дженніфер Солт — Шерон
- Джой Бенг — Джулі
- Віва — Дженніфер